# Кокпекты (река, впадает в Зайсан)
Кокпекты (Кокпекти; каз. Көкпекті) — река Иртышского бассейнового округа. Протекает по территории Жарминского и Кокпектинского районов Абайской области.
Река берёт начало в северной части Тарбагатайских гор. Впадает в озеро Зайсан приблизительно в 3,3 км к юго-западу от села Аксу. Перед устьем русло разделяется на ряд рукавов, часть которых теряется в степи.
Длина — 206 км, площадь водосбора — 9030 км².
Русло широкое (0,3—0,6 км). Берега песчано-глинистые, встречаются отвесные гранитные скалы. Река пополняется подземными и дождевыми водами. Среднегодовой расхода воды у села Кокпекты составляет 4,31 м³/с.
Водятся сазан, хариус, язь и другая мелкая рыба. Воды используются для орошения посевов.